# Мюнхенский камерный оркестр
Мюнхенский камерный оркестр (нем. Münchener Kammerorchester, аббр. MKO) — немецкий струнный камерный оркестр, базирующийся в Мюнхенском театре принца-регента.
Оркестр был основан в дирижёром Кристофом Штеппом в 1950 году. В настоящее время в составе оркестра насчитывается 26 человек, среди которых 15 скрипачей, 4 альтиста, 5 виолончелистов и 2 контрабасиста. Наряду с традиционным классическим репертуаром, важным направлением деятельности оркестра является современной академической музыки. В его исполнении прозвучали мировые премьеры сочинений таких композиторов как Янис Ксенакис, Йорг Видман, Вольфганг Рим, Эркки-Свен Тюйр, Петер Ружичка и др. С 2003 года Мюнхенский камерный оркестр ежегодно проводит серии концертов современной музыки в музее «Пинакотека современности».

## Музыкальные руководители
- Кристоф Штепп (1950—1956)
- Ханс Штадльмайр (1956—1995)
- Кристоф Поппен (1995—2006)
- Александер Либрайх (с 2006)